# Circle II Circle
I Circle II Circle sono un gruppo heavy metal statunitense fondato dal cantante Zachary Stevens nel 2001, qualche tempo dopo la sua dipartita dai Savatage.
Rimane sempre forte il legame con il suo vecchio gruppo, infatti troviamo varie tracce scritte da Caffery o da Jon Oliva. Quest'ultimo ha chiamato per il suo attuale gruppo (Jon Oliva's Pain) parecchi ex CIIC, la formazione attuale (che troviamo anche su Global Warning) comprende infatti Zahner, Kinder, Rothney, LaPorte

## Formazione
Attuale
- Zachary Stevens – voce
- Andrew Lee – chitarra
- Paul Michael Stewart – basso, tastiera
- Johnny Osborn – batteria

Ex componenti
- Matt LaPorte – chitarra
- David 'Cid' Rodgers - chitarra
- John Zahner – tastiera
- Kevin Rothney – basso
- Chris Kinder – batteria
- Tom Drennan – batteria
- Evan Christopher – chitarra
- Tom McDyne – chitarra
- Shane French – chitarra

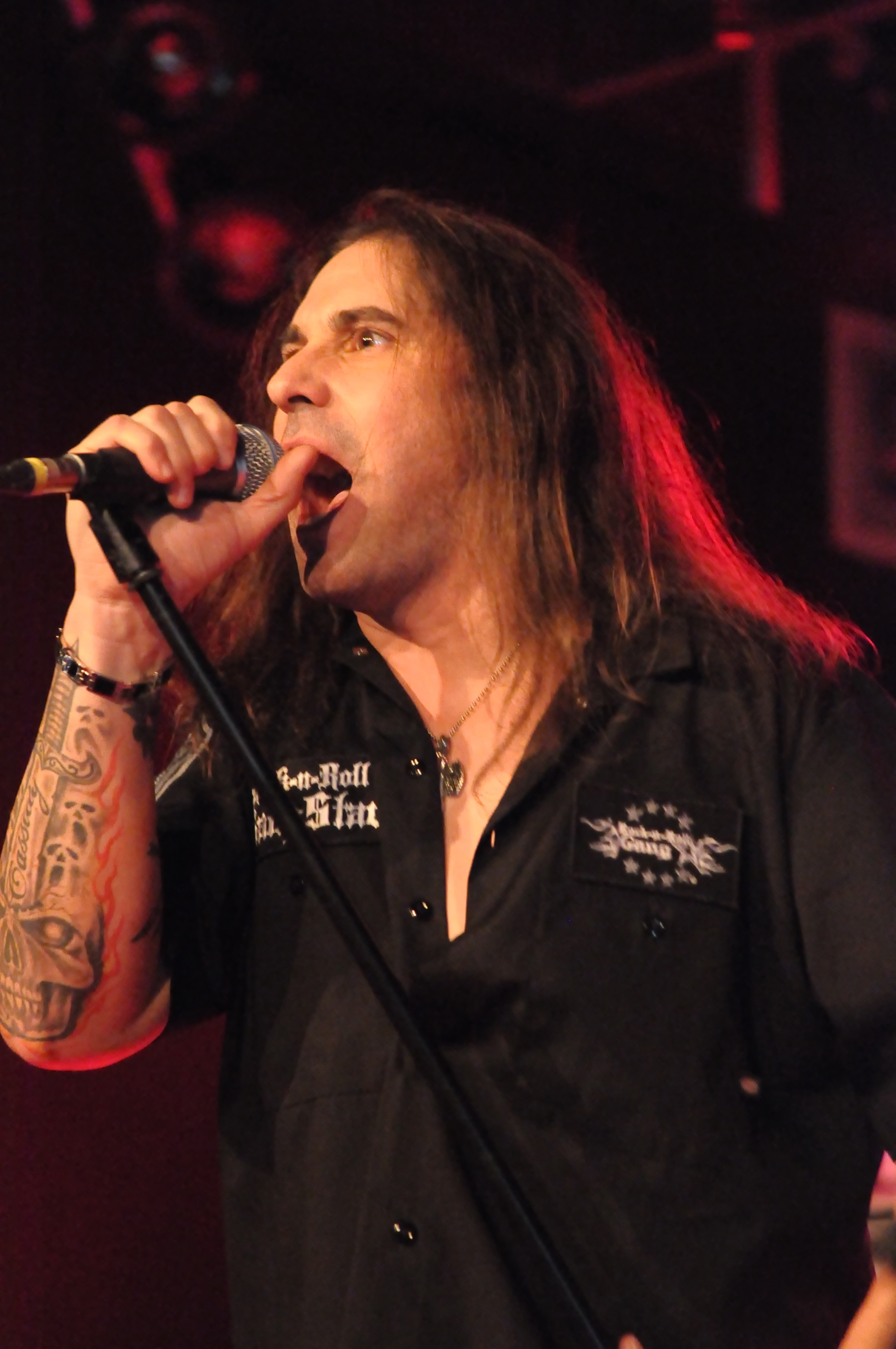
Zak Stevens
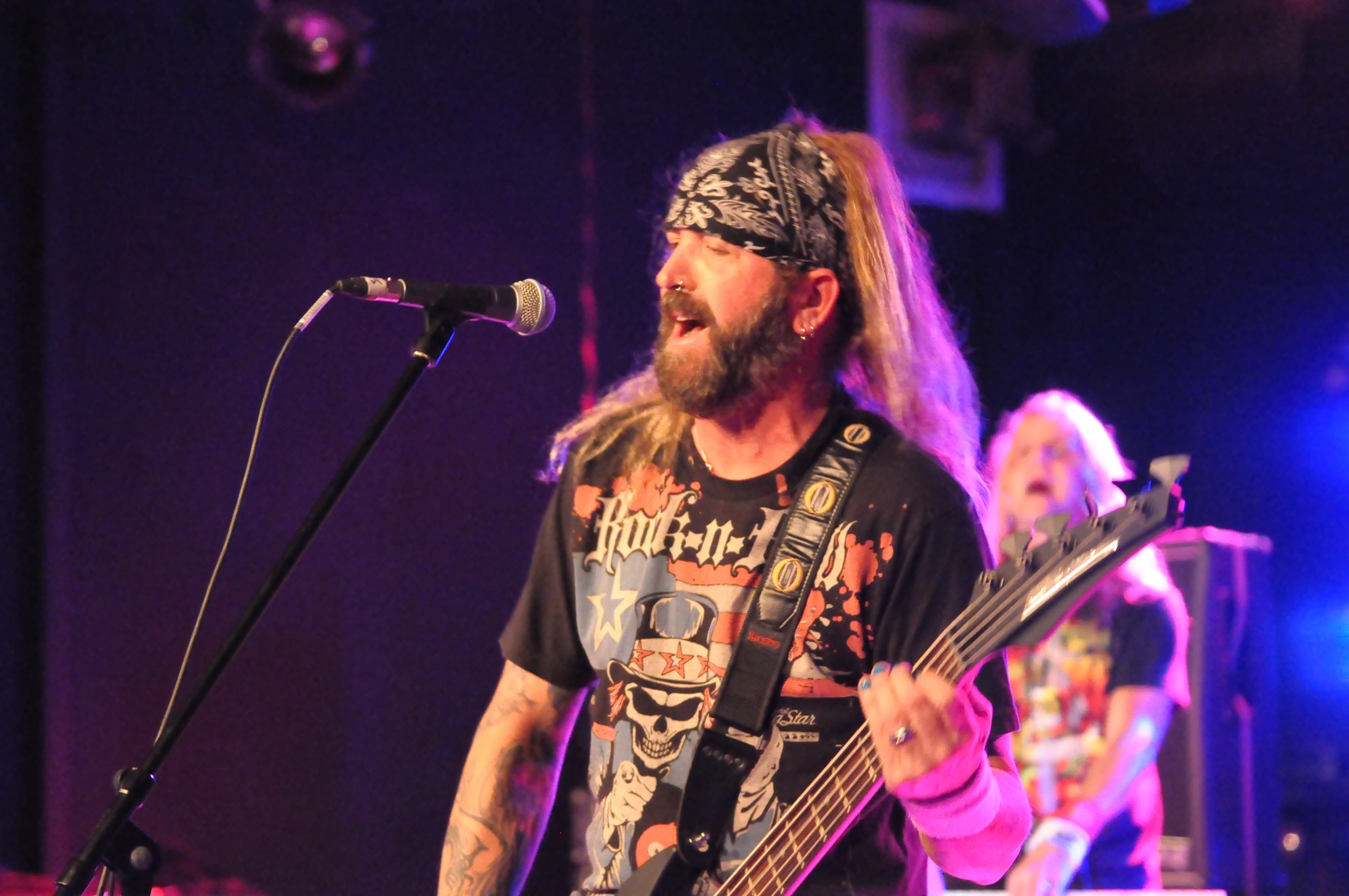
Paul Michael "Mitch" Stewart
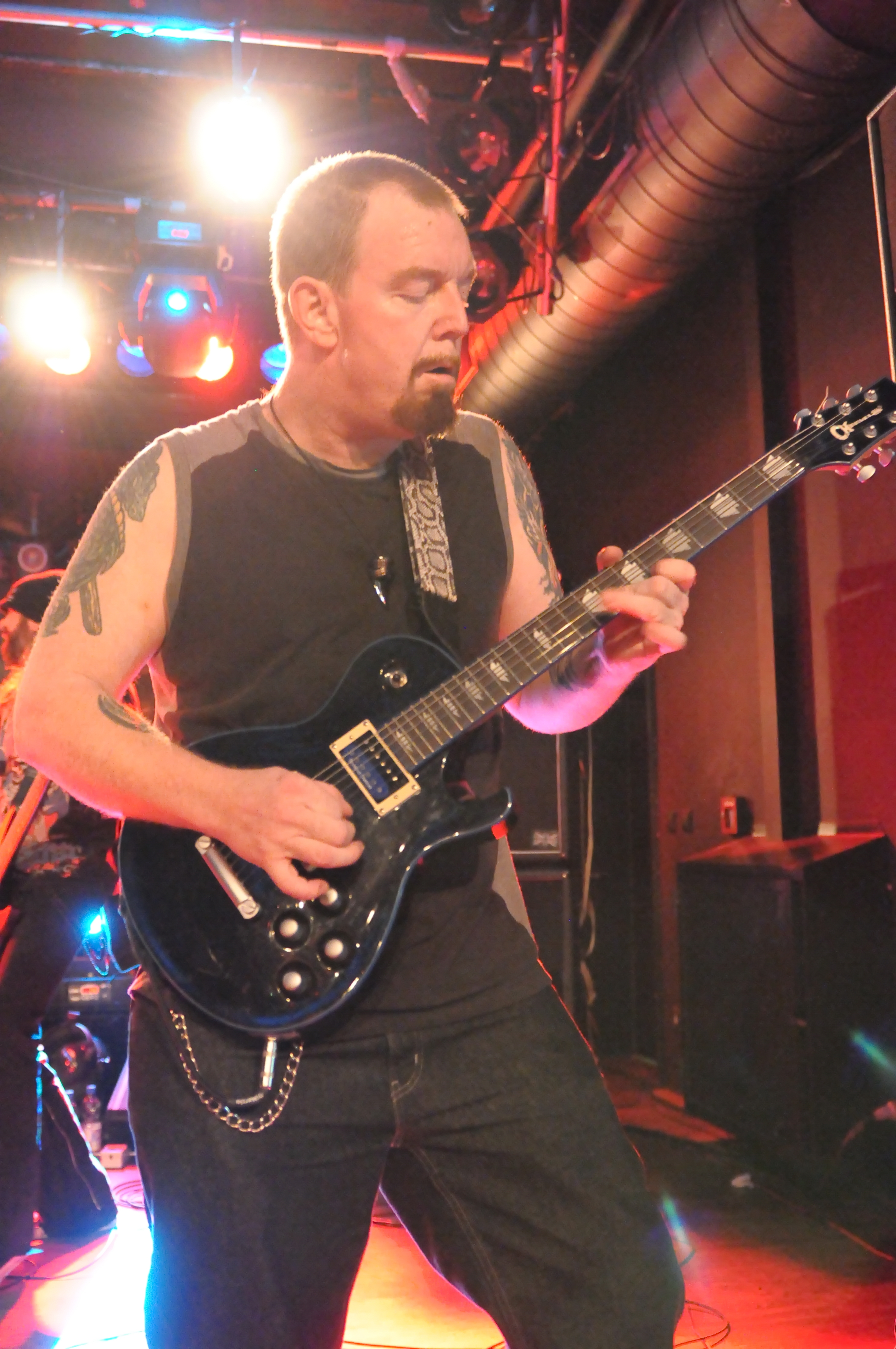
Bill Hutson
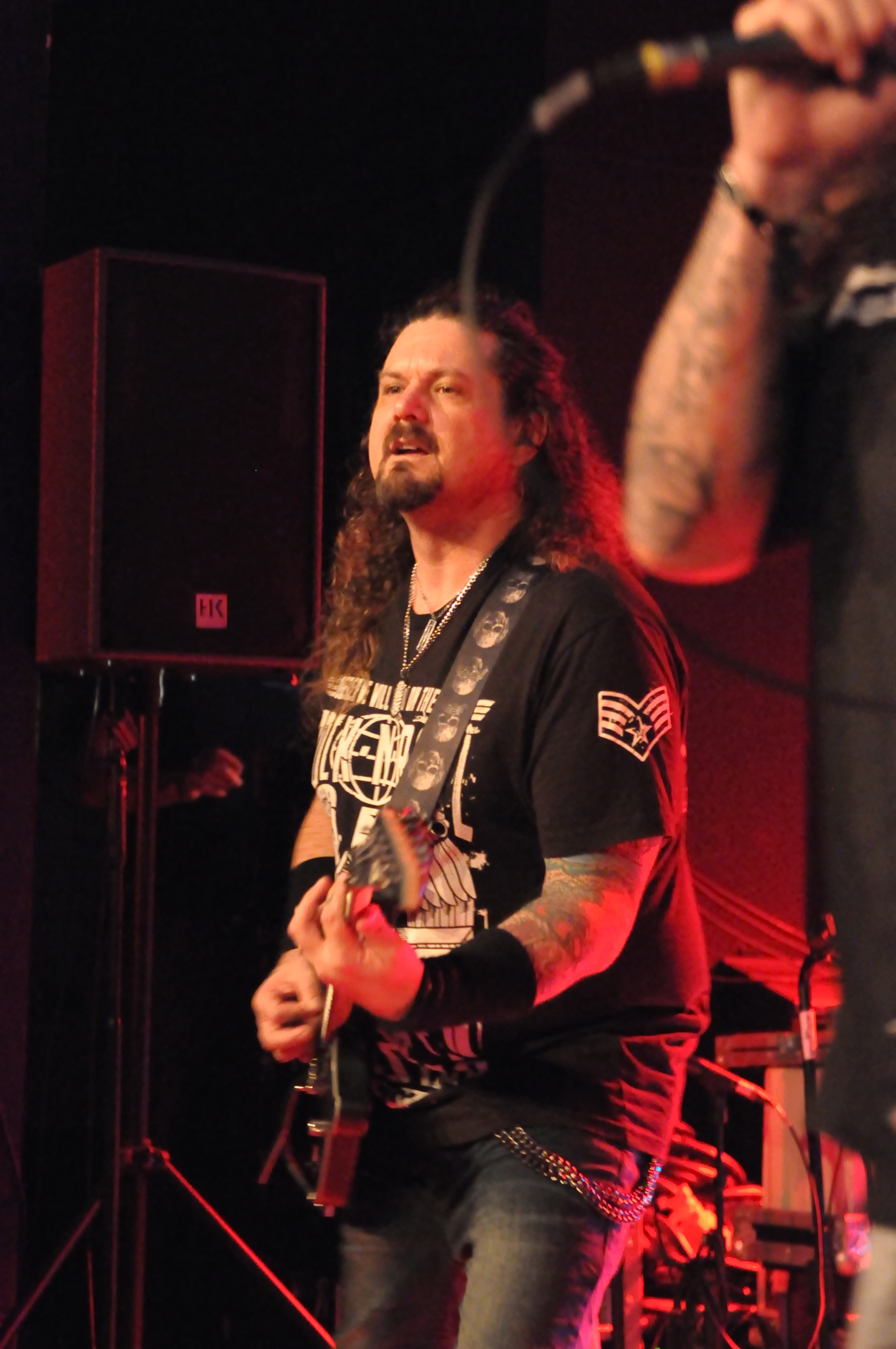
Christian Wentz
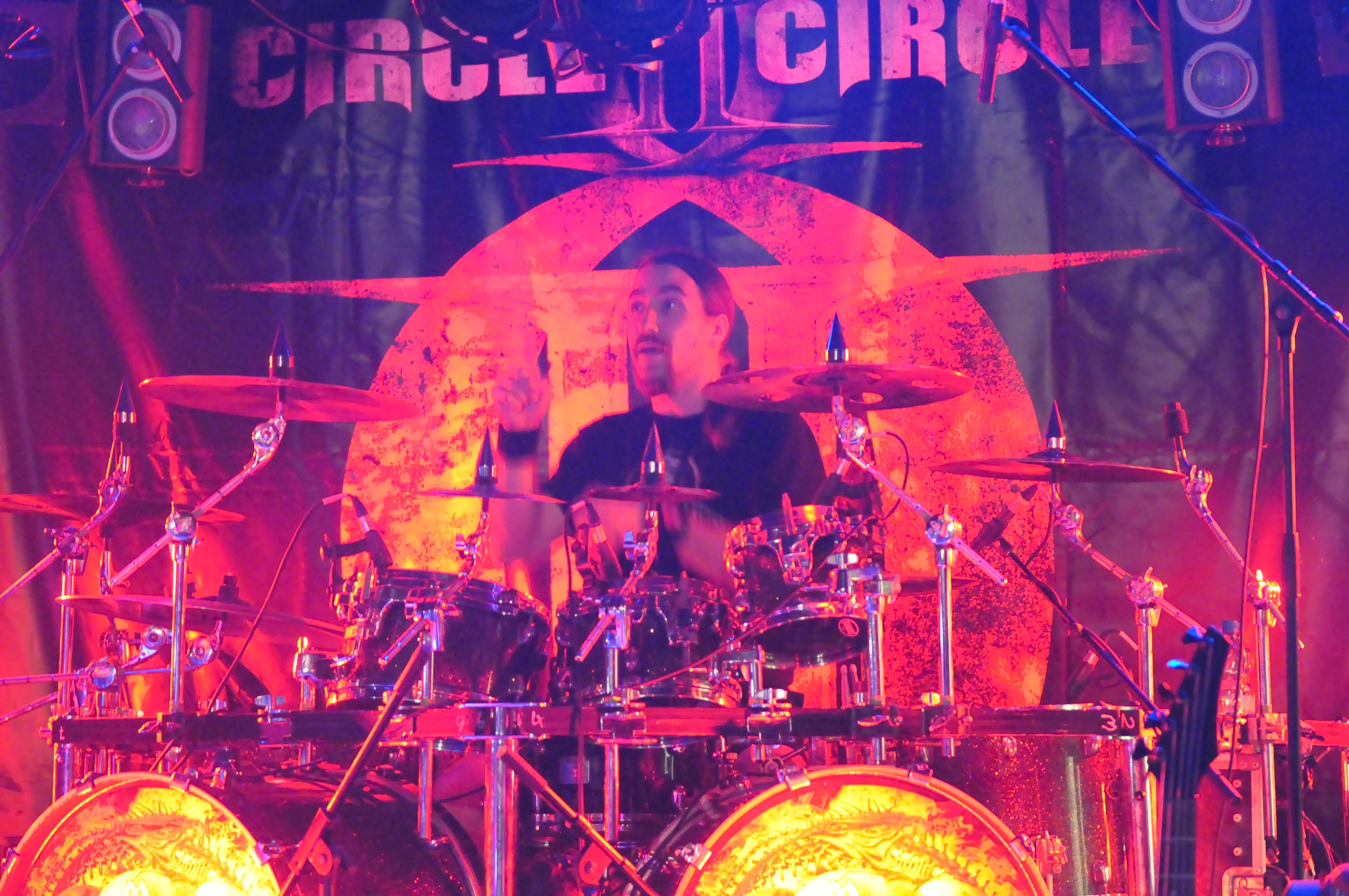
Adam Sagan
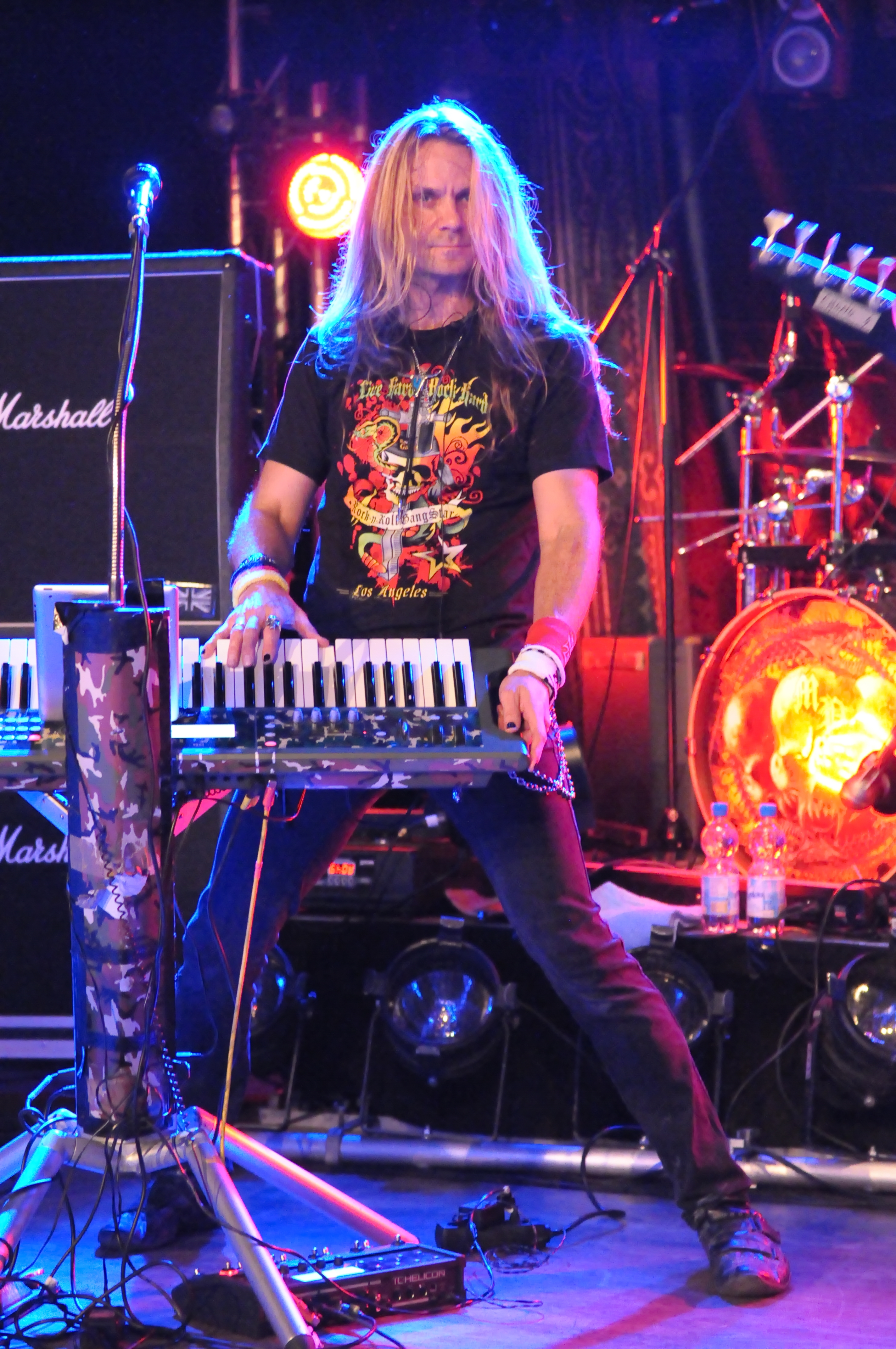
Henning Wanner

## Discografia

### Album in studio
- 2003 – Watching In Silence
- 2005 – The Middle of Nowhere
- 2006 – Burden of Truth
- 2008 – Delusions of Grandeur
- 2010 – Consequence of Power
- 2013 – Seasons Will Fall
- 2015 – Reign of Darkness

### Album dal vivo
- 2014 – Live at Wacken - Official Bootleg

### Raccolte
- 2015 – Full Circle - The Best Of

### EP
- 2005 – All That Remains
- 2006 – Revelations
- 2008 – Every Last Thing